# Héctor Bonilla
Héctor Bonilla (n. 14 martie 1939, Tetela de Ocampo Municipality⁠(d), Puebla, Mexic – d. 25 noiembrie 2022, Ciudad de México, Mexic) a fost un actor mexican.

## Telenovele
- El Juramento